# Млиниська (гміна)
Гміна Млиниська — колишня (1934–1939 рр.) сільська ґміна Жидачівського повіту Станіславського вооєводства Польської республіки (1918–1939) рр. Центром ґміни було село  Млиниська.
1 серпня 1934 року в Жидачівському повіті Станіславівського воєводства було створено ґміну Млиниська з центром в с. Млиниська. В склад ґміни входили наступні сільські громади:  Антонівка,  Бережниця,  Любша,  Баківці,  Млиниська,  Мазурівка, Смогів, Заболотівці, Журавків.